# لاتاموکسف
لاتاموکسف(به انگلیسی: Latamoxef) (یا موکسالاکتام) یک آنتی بیوتیک اگزاسفمی است که معمولاً با سفالوسپورینها گروه بندی می‌شود. در اگزاسفم‌ها مانند لاتاموکسف، اتم گوگرد هسته سفالوسپورین با اتم اکسیژن جایگزین می‌شود.
در مورد این دارو چند مورد خونریزی و مواردی از اختلال انعقاد خون در طول دهه ۱۹۸۰ گزارش شده است که برخی از آن‌ها منجر به مرگ شده است. لاتاموکسف دیگر در ایالات متحده موجود نیست.
این دارو همچنین به عنوان سفالوسپورین نسل سوم توصیف شده‌است.

## سنتز

سنتز لاتاموکسف